# 양지바른 언덕의 소녀
《양지바른 언덕의 소녀》(Synnøve Solbakken, 1857년)는 비에른스티에르네 비에른손의 농민소설로 원제인 ‘신뇌베 솔바켄’의 뜻은 주인공인 소녀의 이름인데 성(姓)인 솔바켄은 햇볕이 잘 비치는 언덕이라는 뜻이다.
사가풍(風)의 아름다운 문장으로 서로 나란히 자리잡은 두 농장에 사는 가족의 생활을 그린 것이다.
양지바른 곳, 꽃이 피는, 그리고 풍요(豊饒)한 농장 솔바켄에 사는 가족은 외롭고 경건한 매일매일을 보내고 있다. 아들을 잃고 꼭 하나 남은 외로운 딸 신뇌베는 꽃다운 소녀였다. 한편 가난한 농장 그라리엔에 사는 부부는 아이들이 많았는데 그 중 한 아이인 인게뵈르그라는 소녀는 신뇌베의 친구가 된다. 그리고 아들 롤뵈른은 난폭한 젊은이로 신뇌베에게 구혼(求婚)하지만 그녀의 양친의 승낙을 얻을 수 없었다. 그러나 그는 사랑하는 신뇌베로부터 주의를 받고 얌전하게 되어 술과도 멀리 한다. 어느 날 밤 성대한 결혼 피로연이 있으나 출석하지 않고 거리로 나 간다.
도중 결혼 피로연이 있는 농가 근처에서 마차가 고장이 나 크느드라는 연적(戀敵)으로부터 그만 칼에 찔린다. 오랜 병상의 그를 신뇌베는 간호한다. 완쾌된 그는 훌륭한 청년이 되어 있었다. 청년은 부친의 시중을 받아 소녀 신뇌베의 양친을 찾아가 구혼하여 마침내 승낙을 받는다.